# Necallianassa berylae
Necallianassa berylae är en kräftdjursart som beskrevs av Heard och Manning 1998. Necallianassa berylae ingår i släktet Necallianassa och familjen Callianassidae. Inga underarter finns listade i Catalogue of Life.